# جوزيبي بيانكي
جوزيبي بيانكي (بالإنجليزية: Giuseppe Bianchi)‏ (و. 1789 – 1868 م) هو مؤرخ، ورئيس الدير، وقس، من مملكة إيطاليا، توفي في أوديني، عن عمر يناهز 79 عاماً.